# Hòfi Mango
Hòfi Mango of Hòf'i Mango is een natuurpark in Bandabou, aan de zuidwestkust van Curaçao in de buurt van het strand van Santa Cruz.

## Geschiedenis
Hòfi Mango ligt op een terrein van 240.000 m2 dat eeuwenlang deel uitmaakte van de Santa Cruz-plantage. Tijdens de Curaçaose slavenopstand van 1795 was dit de plaats waar Tula en de andere tot slaaf gemaakten samenkwamen om een awi di huramentu te drinken, een drank van rum met verpulverde geitenhoorn, als teken van wederzijdse loyaliteit tot de dood.
De plantage Santa Cruz verbouwde suikerriet, waarvan rum werd gemaakt voor de lokale markt. Van de installaties zijn alleen de suikermolen over en de muur van de distilleerderij uit 1707. De molen is de enige nog bestaande suikermolen op Curaçao en wordt beschouwd als een monument. De suikermolen heeft dikke muren, is conisch van vorm en 10 meter hoog. De binnenruimte heeft op de begane grond een doorsnede van vijf meter. 
De naam Hòfi Mango komt van het mangobos in het park, dat ongeveer 500 mangobomen telt van meer dan 200 jaar oud. Er zijn ook andere bomen, zoals palmen en kapokbomen. Het park biedt opleidingen aan in landbouw en bosbouw in samenwerking met het "Institute for Professional Excellence". 
Sinds 2021 is Hòfi Mango eigendom van de onderneming "Huis van Asporaat", waarin Jandino Asporaat en andere artiesten met een Curaçaose achtergrond zoals Shirma Rouse en Gershwin Bonevacia deelnemen. Na de restauratie van historische elementen en renovatie van de infrastructuur werd het park in september 2022 geopend voor het publiek. In het eerste jaar van openstelling trok Hòfi Mango al 30.000 bezoekers.
Hòfi Mango is nog volop in ontwikkeling. In januari 2024 opende restaurant Kultura Kòrsou zijn deuren, onder leiding van chef-kok Willy Balentina, die eerder werkte in de keukens van De Librije, Ron Gastrobar en Joelia.

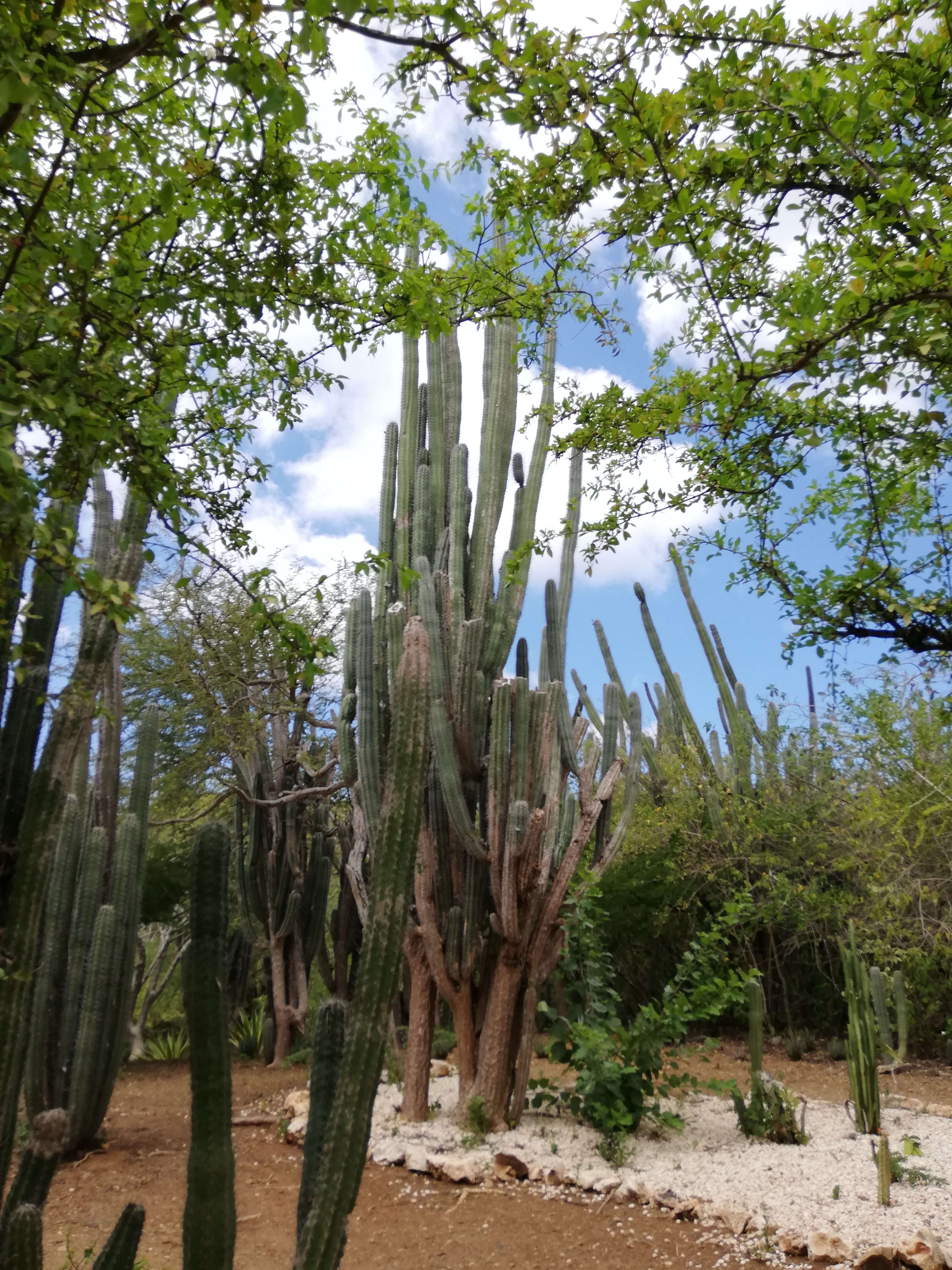
Cactusbos
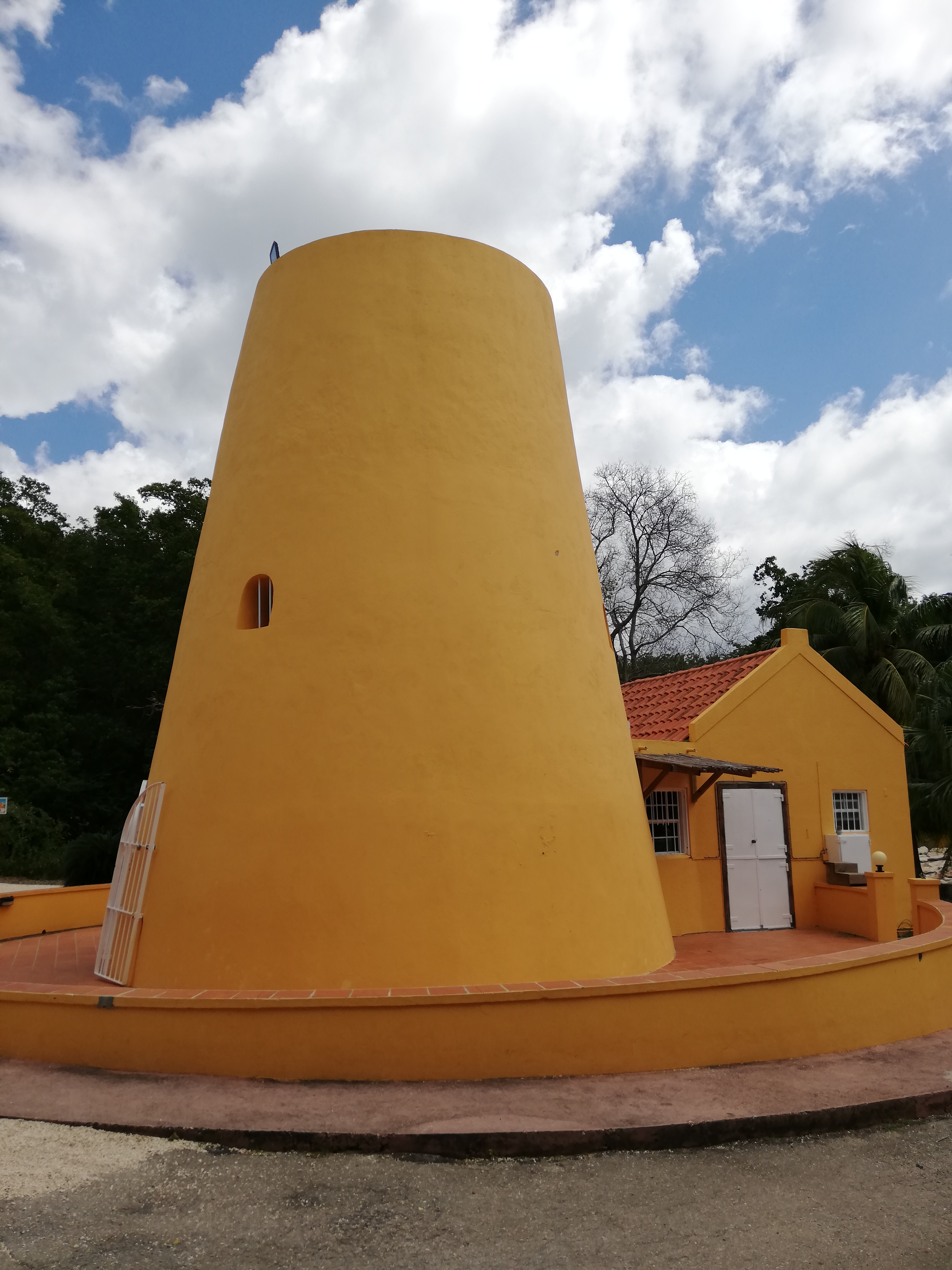
Suikermolen
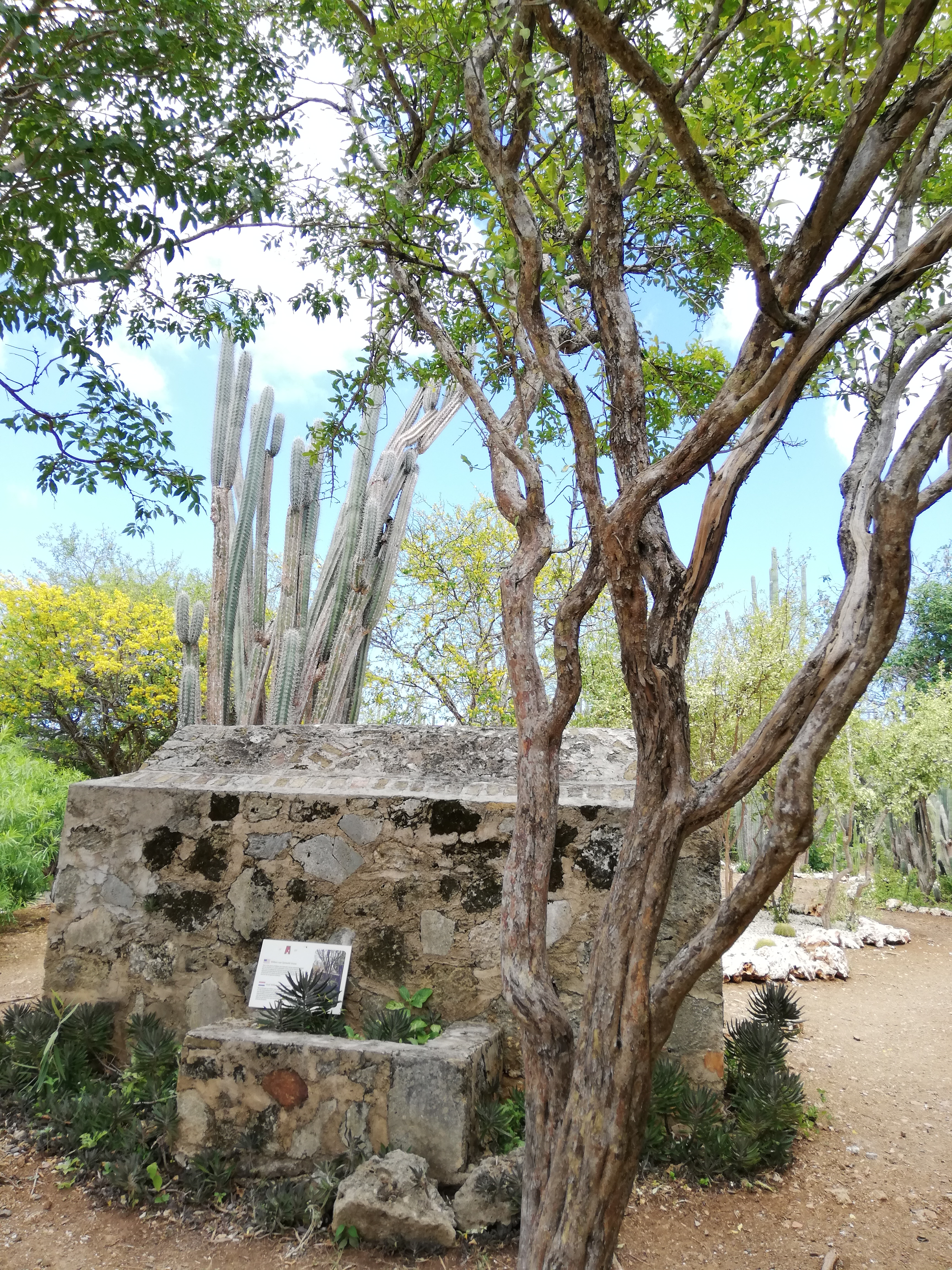
Graf van plantage-eigenaar Willem van Uytrecht
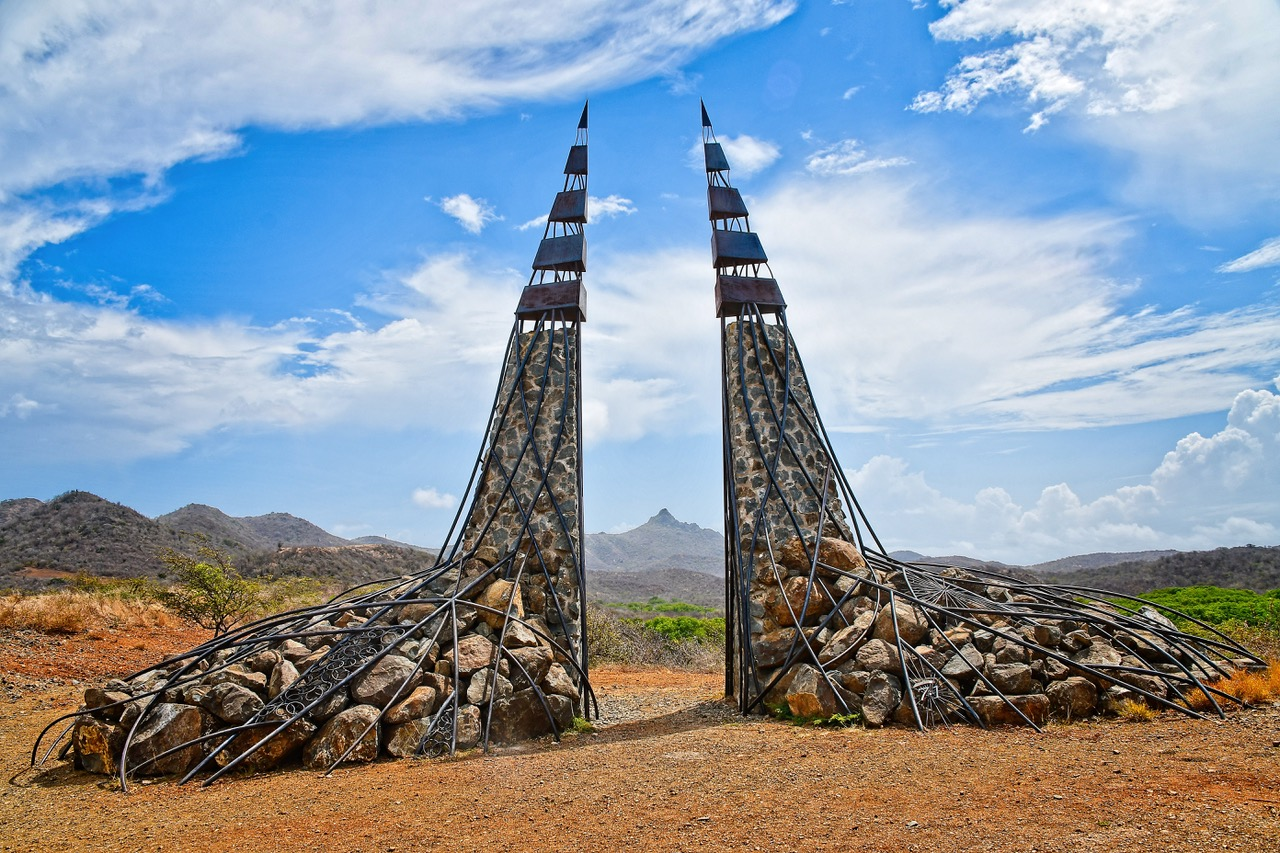
Beeld Hands of God van Giovanni Abath